# Lista de clássicos de futebol da Bahia

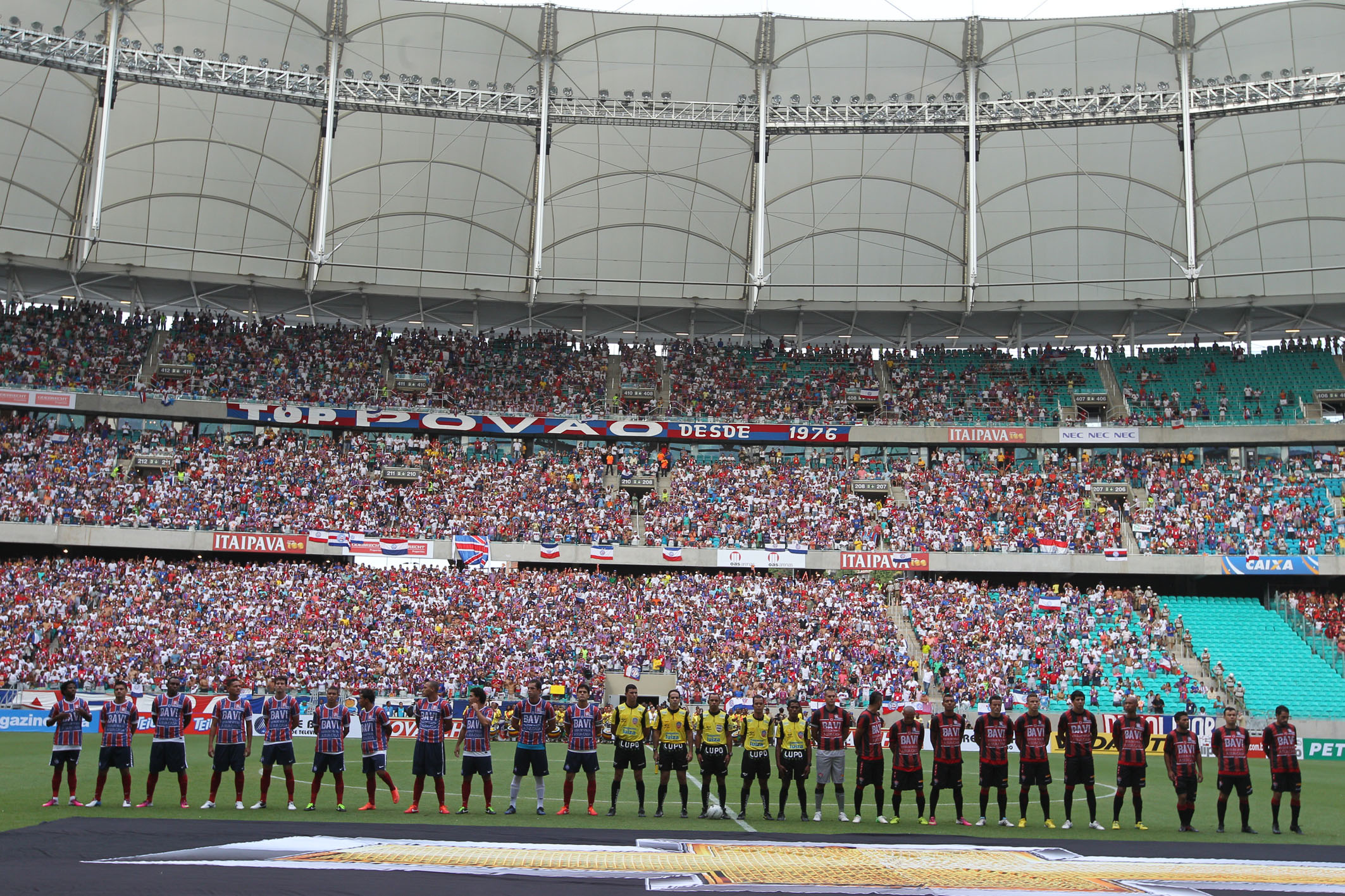
BA-VI de estreia da Arena Fonte Nova, em abril de 2013

Esta lista de clássicos de futebol da Bahia abrange os confrontos clássicos do futebol do estado brasileiro da Bahia. Além desses, os confrontos de clubes baianos com outros de clubes fora da Bahia também estão incluídos. O Ba-Vi — disputado entre os clubes que mais venceram o Campeonato Baiano de Futebol — é o maior clássico do futebol baiano e, por vezes, da região Nordeste do Brasil. Em 2016, a revista inglesa de esportes FourFourTwo publicou uma lista dos 50 maiores clássicos entre clubes do mundo, na qual posicionou a rivalidade entre Esporte Clube Bahia e Esporte Clube Vitória como a 42.º maior do futebol mundial e a quarta maior no Brasil ― atrás somente do Grenal (oitavo no mundo), Fla-Flu (18.ª) e Derby Paulista (23.º). Contudo, a caracterização desses confrontos como "clássicos" futebolístico data da década de 1950. Antes, as rivalidades eram o Clássico das Cores e o Clássico das Multidões ― todos eles disputados entre clubes da capital estadual, Salvador.
Para além da dupla Bahia e Vitória, a caracterização como "terceira força" do futebol baiano é ambicionada por variados clubes, da capital e dos demais municípios baianos. Contudo, nos últimos tempos, nenhum clube conseguiu se consolidar nesse posto ou fazer rivalidade com aquela dupla. Ainda assim, não deixam de existir rivalidades e confrontos clássicos entre os demais clubes baianos. No interior do estado, a designação "clássico do Sudoeste" é frequentemente empregada e refere-se a variados confrontos entre clubes do Sudoeste da Bahia, tais como Esporte Clube Primeiro Passo Vitória da Conquista e Esporte Clube Poções, Associação Desportiva Jequié e Conquista Futebol Clube, Guanambi Atlético Clube e Serrano Sport Club, Esporte Clube Primeiro Passo Vitória da Conquista e Serrano Sport Club.

## Clássicos intermunicipais

### Atlético de Alagoinhas x Camaçari
Os confrontos entre o Alagoinhas Atlético Clube e Camaçari Futebol Clube configuram um clássico do futebol baiano opondo as cidades de origem dos dois clubes, Alagoinhas e Camaçari.
| Data                    | Mandante               | Placar | Visitante              | Estádio                  | Público | Competição           |                                 |
| ----------------------- | ---------------------- | ------ | ---------------------- | ------------------------ | ------- | -------------------- | ------------------------------- |
| 18 de março de 2012     | Atlético de Alagoinhas | 3 – 0  | Camaçari               | Estádio Mariano Santana  | 124     | Baiano 2012          | súmula borderô                  |
| 12 de fevereiro de 2012 | Camaçari               | 1 – 0  | Atlético de Alagoinhas | Estádio Armando Oliveira | 245     | Baiano 2012          | súmula borderô                  |
| 20 de fevereiro de 2011 | Atlético de Alagoinhas | 2 – 2  | Camaçari               | Estádio Antônio Carneiro | 3 974   | Baiano 2011          | súmula borderô                  |
| 6 de fevereiro de 2011  | Camaçari               | 1 – 2  | Atlético de Alagoinhas | Estádio Armando Oliveira | 347     | Baiano 2011          | súmula borderô                  |
| 10 de outubro de 2010   | Atlético de Alagoinhas | 1 – 1  | Camaçari               | Estádio Antônio Carneiro |         | Copa Governador 2010 | súmula borderô[ligação inativa] |
| 2 de outubro de 2010    | Camaçari               | 0 – 3  | Atlético de Alagoinhas | Estádio Armando Oliveira |         | Copa Governador 2010 | súmula borderô                  |
| 3 de março de 2010      | Atlético de Alagoinhas | 1 – 0  | Camaçari               | Estádio Antônio Carneiro | 2 030   | Baiano 2010          | movimento[ligação inativa]      |
| 21 de janeiro de 2010   | Camaçari               | 1 – 1  | Atlético de Alagoinhas | Estádio Armando Oliveira | 186     | Baiano 2010          | movimento[ligação inativa]      |

### Atlético de Alagoinhas x Catuense
O Clássico da Laranja é um clássico do futebol baiano entre os clubes Catuense e Atlético de Alagoinhas. Tem esse nome porque a Catuense usou por um tempo a cidade de Alagoinhas como sua casa, mandando seus jogos no Carneirão e nessa época a cidade era a maior produtora de laranja do Estado.
O último confronto entre os dois times pelo Campeonato Baiano de Futebol foi realizado em 2007, onde o Atlético de Alagoinhas venceu por 1 a 0. Neste mesmo ano, a Catuense foi rebaixado e o Atlético de Alagoinhas participou da Série C 2007 do Brasileirão.
| Data                    | Mandante               | Placar | Visitante              | Estádio   | Público | Competição           |                     |
| ----------------------- | ---------------------- | ------ | ---------------------- | --------- | ------- | -------------------- | ------------------- |
| 3 de setembro de 2016   | Atlético de Alagoinhas | 1 – 0  | Catuense               | Carneirão | 251     | Segunda Divisão 2016 | Súmula Borderô      |
| 23 de julho de 2016     | Catuense               | 1 – 0  | Atlético de Alagoinhas | Carneirão | 1 660   | Segunda Divisão 2016 | Súmula Borderô      |
| 11 de março de 2007     | Atlético de Alagoinhas | 1 – 0  | Catuense               |           | 8 077   | Baiano 2007          | [carece de fontes?] |
| 11 de fevereiro de 2007 | Catuense               | 1 – 1  | Atlético de Alagoinhas |           | 5 067   | Baiano 2007          | [carece de fontes?] |
| 29 de agosto de 2004    | Atlético de Alagoinhas | 2 – 1  | Catuense               |           |         | Série C 2004         | [carece de fontes?] |
| 8 de agosto de 2004     | Catuense               | 0 – 0  | Atlético de Alagoinhas |           |         | Série C 2004         | [carece de fontes?] |

### Atlético de Alagoinhas x Vitória da Conquista
Os confrontos entre o Alagoinhas Atlético Clube e Esporte Clube Primeiro Passo Vitória da Conquista configuram um clássico do futebol baiano opondo as cidades de origem dos dois clubes, Alagoinhas e Vitória da Conquista.
O confronto ocorreu consecutivamente nas finais de 2011 e 2010 da Copa Governador do Estado da Bahia, ambas tiveram como resultado a vitória do Vitória da Conquista.
| Data                   | Mandante               | Placar | Visitante              | Estádio                  | Público | Competição           |                     |
| ---------------------- | ---------------------- | ------ | ---------------------- | ------------------------ | ------- | -------------------- | ------------------- |
| 3 de março de 2013     | Atlético de Alagoinhas | 1 – 3  | Vitória da Conquista   | Estádio Antônio Carneiro | 1 119   | Baiano 2013          | súmula borderô      |
| 11 de novembro de 2012 | Vitória da Conquista   | 2 – 0  | Atlético de Alagoinhas | Estádio Lomanto Júnior   | 800     | Copa Governador 2012 | súmula borderô      |
| 3 de novembro de 2012  | Atlético de Alagoinhas | 1 – 0  | Vitória da Conquista   | Estádio Antônio Carneiro | 698     | Copa Governador 2012 | súmula borderô      |
| 8 de abril de 2012     | Vitória da Conquista   | 0 – 0  | Atlético de Alagoinhas | Estádio Lomanto Júnior   | 1 267   | Baiano 2012          | súmula borderô      |
| 22 de janeiro de 2012  | Atlético de Alagoinhas | 1 – 1  | Vitória da Conquista   | Estádio Mariano Santana  | 845     | Baiano 2012          | súmula borderô      |
| 2011                   | Vitória da Conquista   | –      | Atlético de Alagoinhas |                          |         | Copa Governador 2011 | [carece de fontes?] |
| 2011                   | Atlético de Alagoinhas | –      | Vitória da Conquista   |                          |         | Copa Governador 2011 | [carece de fontes?] |
| 21 de novembro de 2010 | Vitória da Conquista   | 1 – 0  | Atlético de Alagoinhas | Estádio Lomanto Júnior   | 1 206   | Copa Governador 2010 | movimento           |
| 27 de novembro de 2010 | Atlético de Alagoinhas | 1 – 1  | Vitória da Conquista   | Estádio Antônio Carneiro | 4 506   | Copa Governador 2010 | movimento           |

### Colo Colo x Itabuna
Clássico do Cacau é o confronto futebolístico entre Itabuna Esporte Clube, de Itabuna, e Colo Colo de Futebol e Regatas, de Ilhéus, clubes de futebol da Bahia. O confronto já ocorreu nas duas divisões do campeonato masculino estadual. No Campeonato Baiano de 2008, as duas equipes se enfrentaram lutando pelo acesso à fase final e a partida lotou o Estádio Mário Pessoa, em Ilhéus.

### Fluminense de Feira x Vitória da Conquista
Os confrontos entre o Fluminense de Feira Futebol Clube e Esporte Clube Primeiro Passo Vitória da Conquista configuram um clássico do futebol baiano opondo as cidades de origem dos dois clubes, Feira de Santana e Vitória da Conquista.
Os dois clubes se enfrentaram na decisão da Copa Governador do Estado da Bahia de 2009, com a vitória do Flu de Feira.
| Data                   | Mandante             | Placar | Visitante            | Estádio                  | Público | Competição           |                            |
| ---------------------- | -------------------- | ------ | -------------------- | ------------------------ | ------- | -------------------- | -------------------------- |
| 3 de fevereiro de 2013 | Fluminense de Feira  | 1 – 3  | Vitória da Conquista | Joia da Princesa         | 1 196   | Baiano 2013          | súmula borderô             |
| 27 de outubro de 2012  | Vitória da Conquista | 1 – 0  | Fluminense de Feira  | Estádio Lomanto Júnior   | 600     | Copa Governador 2012 | súmula borderô             |
| 6 de outubro de 2012   | Fluminense de Feira  | 1 – 2  | Vitória da Conquista | Joia da Princesa         | 160     | Copa Governador 2012 | súmula borderô             |
| 25 de março de 2012    | Vitória da Conquista | 1 – 0  | Fluminense de Feira  | Estádio Lomanto Júnior   | 649     | Baiano 2012          | súmula borderô             |
| 5 de fevereiro de 2012 | Fluminense de Feira  | 0 – 3  | Vitória da Conquista | Joia da Princesa         | 1 120   | Baiano 2012          | súmula borderô             |
| 26 de novembro de 2009 | Fluminense de Feira  | 2 – 1  | Vitória da Conquista | Estádio Joia da Princesa | 3 050   | Copa Governador 2009 | relatório[ligação inativa] |
| 22 de novembro de 2009 | Vitória da Conquista | 0 – 0  | Fluminense de Feira  | Estádio Lomanto Júnior   | 1 179   | Copa Governador 2009 | relatório[ligação inativa] |

### Guanambi x Serrano
Os confrontos entre o Guanambi Atlético Clube e o Serrano Sport Club configuram um clássico do futebol baiano. É conhecido como Clássico do Sudoeste, uma vez que opõe as cidades de origem dos dois clubes, respectivamente, Guanambi e Vitória da Conquista, ambas do sudoeste baiano.

### Poções x Vitória da Conquista
Os confrontos entre o Esporte Clube Poções e o Esporte Clube Primeiro Passo Vitória da Conquista configuram um clássico do futebol baiano. É conhecido como Clássico do Sudoeste, uma vez que opõe as cidades de origem dos dois clubes, respectivamente, Poções e Vitória da Conquista, ambas do sudoeste baiano.

## Clássicos municipais

### Bahia x Galícia
Clássico das Cores é o confronto clássico entre o Esporte Clube Bahia e o Galícia Esporte Clube.
O primeiro confronto entre os dois clubes soteropolitanos ocorreu pelo primeiro turno do Campeonato Baiano de Futebol de 1934. O Bahia venceu a partida por por 3 a 1, no dia 16 de agosto de 1934. No segundo turno da mesma competição, novamente o Bahia venceu o Galícia, por um placar mais apertado, 3 a 2, ocorrido no dia 18 de outubro do mesmo ano.
Em 9 de fevereiro, pela segunda fase do Campeonato Baiano de 2014, o clássico voltou a ocorrer depois de um hiato de 15 anos na principal competição estadual. A volta veio com a vitória do Demolidor de Campeões, de virada sobre o Esquadrão, que havia ganhado a última partida até então, no dia 21 de fevereiro pelo Baiano de 1999, edição na qual o Galícia foi rebaixado.

### Bahia x Vitória
O Ba-Vi é o maior clássico de futebol da Região Nordeste e do estado da Bahia, em que se enfrentam os principais clubes da cidade de Salvador e do Estado da Bahia, o Esporte Clube Bahia e o Esporte Clube Vitória.
Pela grandeza das torcidas, representatividade e tradição dos dois clubes envolvidos, é considerado o maior clássico da Bahia e um dos maiores do Brasil, envolvendo o "Esquadrão de Aço" e o "Leão da Barra", que alimentam essa rivalidade há mais de 80 anos, em confrontos desde 1932.
O primeiro jogo entre os dois clubes foi realizado no antigo Campo da Graça, mas o clássico só viria a atingir a dimensão que possui hoje e atrair um número maior de torcedores graças a construção do antigo Estádio Octávio Mangabeira (atual Arena Fonte Nova), onde foram disputados a grande maioria dos Ba-Vis. De 1995 para cá, muitos clássicos passaram a ser disputados também na casa do Vitória, o Estádio Manoel Barradas, conhecido como Barradão.
Em todas as edições da Copa do Nordeste, o Ba-Vi decidiu três, com duas conquistas do Vitória (1997 e 1999) e uma do Bahia (2002), sendo este o único clássico estadual a atingir uma final do "Nordestão". O Ba-Vi também é um dos poucos clássicos brasileiros em que foram disputados jogos do Campeonato Brasileiro nas Séries A, B e C.

### Bahia de Feira x Feirense
Os confrontos entre o Associação Desportiva Bahia de Feira e Feirense Futebol Clube configuram um clássico do futebol baiano opondo os dois clubes originalmente da mesma cidade, Feira de Santana, habitualmente enfrentando-se no Estádio Alberto Oliveira, mais conhecido como "Joia da Princesa", e desde 2012 também no Estádio Pedro Amorim, em Senhor do Bonfim.
| Data                    | Mandante       | Placar | Visitante      | Estádio                  | Público | Competição           |                     |
| ----------------------- | -------------- | ------ | -------------- | ------------------------ | ------- | -------------------- | ------------------- |
| 1º de março de 2014     | Bahia de Feira | 0 – 0  | Feirense       | Estádio Joia da Princesa |         | Baiano 2015          | [carece de fontes?] |
| 29 de janeiro de 2014   | Feirense       | 1 – 1  | Bahia de Feira | Estádio Joia da Princesa | 374     | Baiano 2014          | súmula borderô      |
| 21 de abril de 2013     | Bahia de Feira | 1 – 0  | Feirense       | Estádio Joia da Princesa | 199     | Baiano 2013          | súmula borderô      |
| 24 de março de 2013     | Feirense       | 3 – 1  | Bahia de Feira | Estádio Joia da Princesa | 560     | Baiano 2013          | súmula borderô      |
| 26 de fevereiro de 2012 | Feirense       | 2 – 0  | Bahia de Feira | Estádio Pedro Amorim     | 673     | Baiano 2012          | súmula borderô      |
| 29 de fevereiro de 2012 | Bahia de Feira | 3 – 4  | Feirense       | Estádio Joia da Princesa | 570     | Baiano 2012          | súmula borderô      |
| 2011                    | Bahia de Feira | –      | Feirense       |                          |         | Copa Governador 2011 | [carece de fontes?] |
| 2011                    | Feirense       | –      | Bahia de Feira |                          |         | Copa Governador 2011 | [carece de fontes?] |

### Bahia de Feira x Fluminense de Feira
Os confrontos entre a Associação Desportiva Bahia de Feira e o Fluminense de Feira Futebol Clube configuram um clássico do futebol baiano opondo os clubes da mesma cidade, Feira de Santana, habitualmente enfrentando-se no Estádio Alberto Oliveira, mais conhecido como Joia da Princesa. O clássico foi eleito em 2015 por um grupo de jornalistas brasileiros como o 21.º maior clássico futebolístico nordestino, considerando aqueles confrontos entre clubes de mesma cidade.

### Botafogo de Salvador x Galícia
Os confrontos entre o Botafogo Sport Club e o Galícia Esporte Clube configuram um clássico do futebol baiano opondo dois clubes tradicionais soteropolitanos.
| Data                  | Mandante | Placar | Visitante   | Estádio            | Público | Competição  |                |
| --------------------- | -------- | ------ | ----------- | ------------------ | ------- | ----------- | -------------- |
| 30 de janeiro de 2014 | Galícia  | 4 – 0  | Botafogo-BA | Estádio de Pituaçu | 306     | Baiano 2014 | súmula borderô |

### Botafogo de Salvador x Vitória
Os confrontos entre o Botafogo Sport Club e o Esporte Clube Vitória configuram um clássico do futebol baiano opondo dois clubes tradicionais soteropolitanos.
| Data                | Mandante    | Placar | Visitante   | Estádio                 | Público | Competição  |                |
| ------------------- | ----------- | ------ | ----------- | ----------------------- | ------- | ----------- | -------------- |
| 13 de abril de 2013 | Botafogo-BA | 4 – 0  | Vitória     | Arena Fonte Nova        | 9 235   | Baiano 2013 | súmula borderô |
| 16 de março de 2013 | Vitória     | 3 – 1  | Botafogo-BA | Estádio Manoel Barradas | 3 741   | Baiano 2013 | súmula borderô |

### Botafogo de Salvador x Ypiranga
Os confrontos entre o Botafogo Sport Club e o Esporte Clube Ypiranga configuram um clássico do futebol baiano opondo dois clubes tradicionais soteropolitanos, enfrentando-se nos estádios Roberto Santos (Pituaçu), Octávio Mangabeira (Fonte Nova, que foi demolido), Manoel Barradas (Barradão).
| Data                | Mandante    | Placar | Visitante   | Estádio                        | Público | Competição           |                |
| ------------------- | ----------- | ------ | ----------- | ------------------------------ | ------- | -------------------- | -------------- |
| 2 de maio de 2015   | Ypiranga    | 1 – 1  | Botafogo-BA | Estádio de Pituaçu             | 363     | Segunda Divisão 2015 | súmula borderô |
| 26 de maio de 2012  | Botafogo-BA | 1 – 4  | Ypiranga    | Estádio Luís Eduardo Magalhães | 840     | Segunda Divisão 2012 | súmula borderô |
| 28 de abril de 2012 | Ypiranga    | 0 – 1  | Botafogo-BA | Estádio de Pituaçu             | 1 090   | Segunda Divisão 2012 | súmula borderô |
| 28 de maio de 2011  | Botafogo-BA | 1 – 3  | Ypiranga    | Estádio Manoel Barradas        | 2 953   | Segunda Divisão 2011 | súmula borderô |
| 10 de abril de 2011 | Ypiranga    | 3 – 0  | Botafogo-BA | Estádio de Pituaçu             | 586     | Segunda Divisão 2011 | súmula borderô |

### Camaçari x Camaçariense
Clássico do Polo é o confronto clássico entre o Camaçari e o Camaçariense, ambos clubes de Camaçari, município do estado brasileiro da Bahia. Seu nome alude ao Polo Industrial de Camaçari

.

### Feirense x Fluminense de Feira
Feirense versus Fluminense de Feira é um clássico de futebol recente da cidade baiana de Feira de Santana entre o Fluminense de Feira Futebol Clube e o Feirense Esporte Clube. Geralmente, a partida é realizada no Estádio Alberto Oliveira, o "Jóia da Princesa".

### Galícia x Vitória
Os confrontos entre o Galícia Esporte Clube e o Esporte Clube Vitória configuram um clássico do futebol baiano opondo dois clubes tradicionais soteropolitanos, enfrentando-se nos estádios da capital baiana: Roberto Santos (Pituaçu), Octávio Mangabeira (Fonte Nova, que foi demolido), Arena Fonte Nova, Manoel Barradas (Barradão), Estádio Santiago de Compostela (Parque Santiago).
| Data                    | Mandante | Placar | Visitante | Estádio                 | Público | Competição           |                     |
| ----------------------- | -------- | ------ | --------- | ----------------------- | ------- | -------------------- | ------------------- |
| 26 de fevereiro de 2015 | Galícia  | 0 – 0  | Vitória   | Estádio de Pituaçu      |         | Baiano 2015          | [carece de fontes?] |
| 2 de novembro de 2013   | Vitória  | 5 – 2  | Galícia   | Estádio Manoel Barradas | 148     | Copa Governador 2013 | súmula borderô      |
| 28 de setembro de 2013  | Galícia  | 1 – 2  | Vitória   | Estádio de Pituaçu      | 140     | Copa Governador 2013 | súmula borderô      |

### Galícia x Ypiranga
Clássico de Ouro é o confronto clássico das equipes soteropolitanas Esporte Clube Ypiranga e Galícia Esporte Clube. Já foi considerado o maior clássico do futebol baiano muitas décadas atrás; entretanto, com o crescimento de Bahia e Vitória e a decadência de Galícia e Ypiranga, o clássico perdeu força e, com descensos das equipes, tem sido realizado com frequência muito menor, às vezes transcorrendo anos sem que haja uma edição sequer do dérbi. O Galícia leva vantagem com 59 vitórias contra 45 do Ypiranga e 37 empates. Em 5 de maio de 1964 ocorreu o único W.O., em favor do Galícia. Na história do clássico, Ypiranga e Galícia já decidiram o Campeonato Baiano por duas vezes com o time aurinegro sendo campeão em 1939 e o time granadeiro sendo campeão em 1937.
O clássico foi eleito em 2015 por um grupo de jornalistas brasileiros como o 22.º maior clássico futebolístico nordestino, considerando aqueles confrontos entre clubes de mesma cidade.
| Data                 | Mandante | Placar | Visitante | Estádio                  | Público | Competição              |                     |
| -------------------- | -------- | ------ | --------- | ------------------------ | ------- | ----------------------- | ------------------- |
| 29 de junho de 2013  | Ypiranga | 1 – 2  | Galícia   | Estádio Alberto Oliveira | 2.813   | Segunda Divisão de 2013 | súmula borderô      |
| 18 de maio de 2013   | Galícia  | 0 – 3  | Ypiranga  | Estádio Roberto Santos   | 1.857   | Segunda Divisão de 2013 | súmula borderô      |
| 16 de junho de 2012  | Ypiranga | 3 – 1  | Galícia   | Estádio Roberto Santos   | 1 125   | Segunda Divisão de 2012 | súmula borderô      |
| 19 de maio de 2012   | Galícia  | 1 – 1  | Ypiranga  | Estádio Junqueira Ayres  | 1.141   | Segunda Divisão de 2012 | súmula borderô      |
| 7 de maio de 2011    | Galícia  | 1 – 3  | Ypiranga  | Estádio Roberto Santos   | 1 571   | Segunda Divisão de 2011 | súmula borderô      |
| 30 de abril de 2011  | Ypiranga | 3 – 2  | Galícia   | Estádio Roberto Santos   | 1.341   | Segunda Divisão de 2011 | súmula borderô      |
| 28 de abril de 2010  | Ypiranga | 2 – 1  | Galícia   | Estádio Edgard Santos    | 1.116   | Segunda Divisão de 2010 | movimento           |
| 24 de abril de 2010  | Galícia  | 3 – 2  | Ypiranga  | Estádio Roberto Santos   | 1.699   | Segunda Divisão de 2010 | relatório           |
| 27 de agosto de 2006 | Ypiranga | 0 – 4  | Galícia   |                          | 2.341   | Segunda Divisão de 2006 | [carece de fontes?] |
| 5 de agosto de 2006  | Galícia  | 2 – 2  | Ypiranga  |                          | 2.150   | Segunda Divisão de 2006 | [carece de fontes?] |

### Juazeirense x Juazeiro
Os confrontos entre o Juazeiro Social Clube e a Sociedade Desportiva Juazeirense configuram um recente clássico do futebol baiano, conhecido como Ju-Ju, opondo os clubes da mesma cidade, Juazeiro, habitualmente enfrentando-se no estádio da cidade, o Estádio Adauto Moraes (Adautão). Tal apelido foi dado pelo radialista Herbert Mouze Rodrigues e convive com outro difundido na TV Bahia, o Juá-Juá.